# The World of Tibetan Buddhism – An Overview of Its Philosophy and Practice
A The World of Tibetan Buddhism – An Overview of Its Philosophy and Practice (magyarul: A tibeti buddhizmus világa – filozófiájának és gyakorlatainak bemutatása) a buddhista gondolkodásmód és a buddhista gyakorlatok alapos áttekintése. A könyv Thupten Dzsinpa, a dalai láma neves tolmácsának szerkesztésében jelent meg, amely tartalmazza a 14. dalai láma, Tendzin Gyaco 1980-as évek végén Londonban tartott előadását, tehát a könyv hangvétele a nyugati emberek számára lett kialakítva, főleg a mahájánára és a tantrikus rendszerekre vonatkozó részek. A könyv első része a buddhizmus összes iskolájára jellemző témákkal foglalkozik: a három magasabb szintű gyakorlat, a dharma kerekének (dharmacsakra) háromszori megforgatása, a négy dharma pecsét (az igaz buddhista tanítások négy jellemzője) stb. Ezeken keresztül könnyebben érthető meg a második fejezetben tárgyalt bodhiszattva ösvény és a harmadik fejezetben szereplő vadzsrajána, amelyek nem egyszerű, Buddha után jött későbbi kreálmányok, hanem Buddha igazi, eredeti és tiszta tanításai, amelyek a korábbi tanítások részletesebb kifejtései.
Az angol nyelvű könyv előszavát Richard Gere, amerikai színész írta. A könyvnek magyar nyelvű kiadása nem jelent meg.